# 扎拉里区
扎拉里区（俄语：Заларинский район）是俄罗斯联邦伊尔库茨克州下辖的一个区，其行政中心为扎拉里。据2016年统计，该区的人口为27943人。